# Thomas Fritsch (Archäologe)
Thomas Fritsch (* 1962 in Neunkirchen (Saar)) ist ein deutscher Archäologe. 

## Leben
Thomas Fritsch studierte Ur- und Frühgeschichte und wurde 1993 an der Universität Saarbrücken promoviert.
Von 1999 bis 2001 war er im Auftrag der Gemeinde Nonnweiler für die Konzipierung und den Aufbau des archäo-touristischen Grabungsprojektes Keltischer Ringwall Hunnenring bei Otzenhausen zuständig. Dafür gründete er die TERREX gGmbH. Gesellschaft zur Pflege keltischer und römischer Bodendenkmäler im Kreis St. Wendel, die seit 2001 die Federführung des archäologischen Grabungsprojektes am Ringwall übernimmt. Dabei nimmt er auch eine wichtige Rolle bei der Leitung des wissenschaftlichen Kunstprojektes Cerda & Celtoi ein.
2005 initiierte er zudem einen Skulpturenweg rund um Nonnweiler. Die Skulpturen sollen das Erwachen der keltischen Kultur im Hochwaldraum symbolisieren. Als erstes Werk entstand „Ursprung“, eine lebensgroße Figur aus Eschenholz vor dem Haupteingang der Europäischen Akademie Otzenhausen in Nonnweiler. Die grob geschnitzte Büste stellt eine keltische Gottheit dar; sie ruht auf einem behauenen Eschenstamm, der im oberen Teil mit Zunderschwämmen bewachsen und mit sogenannten „Lebacher Eiern“ gespickt ist. Die „Lebacher Eier“, aus denen Eisen gewonnen wurde, waren zwar nicht ausschlaggebend für den Reichtum der Kelten in der Region, aber sie waren der Ursprung für die Entstehung der ersten Eisenverhüttung in Mitteleuropa in dieser Region. Daher kommt auch der Name.
Seit 2014 ist Fritsch als Denkmalschutzbeauftragter für den saarländischen Teil des Nationalparks Hunsrück-Hochwald zuständig. Zudem ist er als Gastdozent an zahlreichen deutschen Universitäten mit Schwerpunkt auf keltischer und römischer Archäologie tätig.

## Veröffentlichungen (Auswahl)
- Studien zur vorurnenfelderzeitlichen Besiedlung des Saar-Mosel-Raumes. Habelt, Bonn 1998, ISBN 3-7749-2908-4 (Dissertation).
- Der „Hunnenring“ bei Otzenhausen. Führer zu den Zeugnissen aus keltischer und römischer Zeit. (= Rheinische Kunststätten Heft 483). 2004
- Der Herr des Ringwalls. 2010
- Der keltische Ringwall Otzenhausen – Ein Wegweiser zu den Zeugnissen aus keltischer und römischer Zeit. 2016
- CT-Reihenanalyse spätlatènezeitlicher, eiserner Dosen und Kapseln aus Rheinhessen und dem Hunsrück – Fertigungstechnische Details als Chance der Erkennung von Werkstätten? 2020

Zudem ist er Autor diverser Sachartikel in Heimatbüchern und archäologischen Fachzeitschriften.